# 2008 par pays en Asie
Les évènements de l'année 2008 en Asie. 
2006 par pays en Asie - 2007 par pays en Asie - 2008 par pays en Asie - 2009 par pays en Asie - 2010 par pays en Asie
2006 en Asie - 2007 en Asie - 2008 en Asie - 2009 en Asie - 2010 en Asie

## Bhoutan
- Lundi 24 mars 2008 : lors des premières élections législatives du pays, ce qui désormais en fait une démocratie, le Parti royaliste pour le bien-être du Bhoutan, du jeune roi Jigme Khesar Nagmvel Wangchuck, est dirigé par Jigmi Thinley, âgé de 56 ans et formé aux États-Unis, remporte 44 sièges sur 47 de la chambre basse du Parlement, contre le parti conservateur-traditionaliste de son oncle.

## Kazakhstan
Voir 2008 au Kazakhstan

## Maldives
- 8 et 18 octobre : Mohamed Nasheed remporte l'élection présidentielle

## Mayotte
- Samedi 20 décembre 2008 : la polémique se développe autour de la vidéo tournée le 22 octobre 2008 par des ONG sur les conditions de rétention des migrants comoriens. La préfecture confirme que ce jour-là, étaient arrivés d'un seul coup trois à cinq fois plus de migrants que les autres jours ce qui avait eu pour conséquence de saturer les capacités du centre de rétention administrative (CRA) de Mayotte. Le nombre habituel d'immigrants illégaux est de 40 à 60 par jour, or ce jour là le centre en a reçu plus de 200[1]. Certains parlent d'une opération de manipulation organisée.

## Ouzbékistan
Article détaillé 2008 en Ouzbékistan

## Pakistan
- 7 août : l'armée pakistanaise s'engage dans la bataille de Bajaur contre les talibans, qui durera jusqu'en février 2009.
- 18 août : le président Pervez Musharraf démissionne de ses fonctions.
- 6 septembre : Asif Ali Zardari est élu président.

## Philippines
- Samedi 6 décembre 2008 : une fusillade entre la police et une bande de gangsters à Paranaque (banlieue de Manille) cause la mort de 17 personnes dont 10 gangsters, 2 policiers, 2 vigiles et trois passants dont une fillette de huit ans.

- Dimanche 14 décembre 2008 : Naufrage d'une ferry-boat dans le nord du pays; 28 personnes mortes et 22 disparues.

- Lundi 22 décembre 2008 : une personne a été tuée dans une embuscade tendue contre un camion du Programme alimentaire mondial (PAM) transportant de l'aide alimentaire dans le sud des Philippines.

## La Réunion
- Manifestation de quelque 5 000 lycéens dans cinq villes de la Réunion pour protester contre le projet de réforme des lycées du gouvernement. Selon le rectorat de la Réunion, 15 lycées sur 41 ont été touchés par le mouvement. À Saint-Pierre, des échauffourées ont eu lieu avec la police.

## Seychelles
- Mercredi 3 novembre 2008 : un accident à bord d'un thonier français, le "Titan", qui se trouvait à quai au port de Victoria, cause la mort de cinq personnes — dont un marin français, trois Indiens et un Seychellois — et blessé quatre autres personnes. L'accident a été provoqué par une fuite d'ammoniaque survenue pour une raison indéterminée sur la partie « circuit froid » du bâtiment.

## Singapour
- Mardi 23 décembre 2008 : plus de 150 personnes sont restées coincées près de six heures sur la plus grande roue du monde, la "Singapour Flyer", bloquées par une panne de courant. Il s'agit de la plus grande roue du monde avec ses 42 nacelles et son point culminant à 165 mètres, soit 30 de plus que la célèbre attraction britannique du même genre, le London Eye.

## Sri Lanka

### Janvier
- Mercredi 2 janvier 2008 : attentat contre un bus militaire à Colombo, tuant quatre personnes et en blessant vingt autres.

## Timor oriental
- Samedi 6 décembre 2008 : un séisme de magnitude 6,2 s'est produit.

## Turkménistan
Article détaillé 2008 au Turkménistan

## Viêt Nam
- Mardi 1er avril 2008 : dix-sept mille salariés sur vingt mille d'un sous-traitant de Nike, Ching Luh à capitaux taïwanais, se mettent en grève pour réclamer des augmentations de salaire (8 euros mensuels, +15 %).

- Avril 2008 : une tortue de Swinhoe, espèce estimée éteinte à l'état sauvage, a été trouvée dans un lac du nord du pays. Cette tortue peut peser 140 kg, mesurer 1 mètre et vivre cent ans. Trois autres spécimens sont encore répertoriés dans le monde.

- Août 2008 : le gouvernement édite une circulaire interdisant aux blogueurs sur Internet « s'opposer à l'État […] de nuire à la sécurité nationale, à l'ordre et à la sécurité sociale, de saboter l'unité nationale » en divulguant des secrets nationaux, militaires ou économiques.

- Samedi 6 décembre 2008 : selon l'Association des constructeurs automobiles vietnamiens, en un an, le marché des automobiles neuves a reculé de 49 %, un indicateur qui confirme le ralentissement économique du pays.

- Mercredi 24 décembre 2008 : le gouvernement resserre son contrôle des blogs, dans une nouvelle circulaire qui interdit expressément de « s'opposer à l'État » ou de « nuire à l'ordre social ». Il demande aux fournisseurs de service internet de constituer des bases de données et bloquer tout contenu jugé illégal.

- Vendredi 26 décembre 2008 : les montants d'investissements directs étrangers effectivement déboursés ont augmenté de 43,2 % en 2008 pour un montant de 8,2 milliards d'euros, alors que les projets d'investissements ont atteint 45,7 milliards d'euros (+315 %). L'économie du pays communiste repose beaucoup sur les investissements étrangers dont le secteur a généré plus de 200 000 embauches en 2008 et emploie un total de 1,4 million de personnes.